# KCTV NEWS 7
《KCTV NEWS 7》은 매주 월요일 ~ 금요일 아침 7시부터 7시 30분까지 KCTV 채널 7번으로 방송하는 한국케이블TV 제주방송의 아침 뉴스 프로그램이다.

## 방송 시간
- 매주 월요일 ~ 금요일 아침 7시 ~ 7시 30분

## 현재 앵커
박진희 

## 같이 보기
- KBS 뉴스광장 제주 (KBS제주)
- MBC 뉴스투데이 제주 (제주MBC)
- JIBS 아침뉴스 (JIBS)